# Кисельов Олександр Павлович
Олександр Павлович Кисельо́в (нар. 3 березня 1926, Ромни — пом. 8 січня 1989, Київ) — український радянський живописець; член Спілки радянських художників України з 1957 року. Батько скульптора Юрія Кисельова.

## Біографія
Народився 3 березня 1926 року в місті Ромнах (нині Сумська область, Україна). 1949 року закінчив Бакинське художнє училище; у 1955 році — Київський художній інститут, де навчався зокрема у Михайла Іванова, Олексія Шовкуненка.
Жив у місті Хмельницькому, в будинку на вулиці Фрунзе, № 48, квартира № 16. У 1983—1987 роках викладав на кафедрі живопису Київського художнього інституту. Помер у Києві 8 січня 1989 року.

## Творчість
Працював в галузі станкового живопису. У реалістичному стилі створював портрети, пейзажі, натюрморти, жанрові полотна. Серед робіт:
- «Дружина» (1955);
- «Молодогвардійці» (1957);
- «Місячно-зоряно» (1957—1960);
- «Ціолковський» (1958—1961);
- «Жіночий портрет» (1960);
- «Місячно-зоряно» (1960);
- «Юхим Горбанчук» (1960);
- «Квіти» (1961, полотно, олія);
- «На засланні» (1963);
- «Ілліч» (1963);
- «Великий калужанин» (1963—1965).
- «Кармалюк» (1964);
- «Замерзла річка» (1965);
- «Землянка» (1967);
- «Автопортрет» (1967, полотно, олія);
- «Біля річки» (1970-ті);
- «Хірурги» (1972, полотно, олія);
- «Олексій Шовкуненко» (1973);
- серія «Натюрморти» (1980–1989).

діорами
- «Визволення Кам'янця-Подільського» (1974–1975; Хмельницька область);
- «Визволення Новоушиці» (1977; Хмельницька область).

Брав участь у виставках з 1953 року, зокрема:
- 1953 рік — Виставка української радянської графіки, Обласна картинна галерея, Астрахань;
- 1956 рік — IV Четверта Всесоюзна виставка дипломних робіт студентів художніх вузів СРСР випуску 1955 року, Академія мистецтв СРСР, Москва;
- 1957 рік — Ювілейна художня виставка Української РСР, присвячена 40-річчю Великої Жовтневої соціалістичної революції, Київ[1].

Персональна виставка відбулася у Хмельницькому у 1965 році.
Деякі твори художника зберігаються у Донецецькому, Хмельницькому, Запорізькому, Харківському художніх музеях, Вінницькому і Житомирському краєзнавчих музеях.